# SN 1923A
SN 1923A var en supernova som upptäcktes 1923 i Messier 83, eller Södra Vindsnurregalaxen, i Vattenormens stjärnbild. Den upptäcktes av den amerikanska astronomen Carl Otto Lampland.
Den upptäcktes under 1990-talet vara en radiokälla och därmed den förmodligen äldsta postnovan, som upptäckts som radiokälla, 68 år efter utbrottet.